# 減少碳污染計劃
碳污染減排計劃（英語：Carbon Pollution Reduction Scheme；簡寫：CPRS）原來是陸克文第一度擔任澳大利亞總理期間一個草擬中的法案，透過一個排放交易系統來交易溫室氣體排放，使國家整體之排放量符合上限。本計劃於2009年3月10日公布其草擬本，7月16日發表計劃的綠皮書。計劃在2010年由政府引入，作為其氣候變化政策一部分。計劃在實施的頭兩年，通過出售「排放牌照」（emission permits），集資1150億澳元，估計涵蓋全澳大利亞75％的排放，標誌著澳大利亞能源政策的一個重大改變。
不過，到了2010年4月，工黨推遲實行碳污染減排計劃。相反的，一個名為碳定價機制（Carbon Pricing Mechanism，簡寫作CPM）的新計劃作為清潔能源期貨包裝（CEF）的一部分卻獲通過成為了法例。

## 參看
- 黄英贤（Penny Wong）：澳大利亚联邦前财务与放寬監管部助理部长之一，積極推動本法案。